# Герард 'т Хофт
Герардус (Герард) 'т Хофт (хол. Gerardus (Gerard) 't Hooft; Ден Хелдер, 5. јул 1946) је холандски теоријски физичар, који је 1999. године, заједно са Мартинусом Велтманом, добио Нобелову награду за физику „за објашњење квантне структуре електрослабих интеракција у физици”.

## Биографија

### Рани живот
Герард 'т Хофт је рођен у Ден Хелдеру 5. јула 1946, али је одрастао у Хагу. Он је био је средње дете у трочланој породици. Потиче из породице научника. Његов прастриц био је добитник Нобелове награде Фриц Зернике, а бака је била удата за Питера Николаса ван Кампена, професора зоологије на Универзитету у Лајдену. Његов ујак Нико ван Кампен био је (емеритус) професор теоријске физике на Универзитету у Утрехту, а његова мајка се удала за поморског инжењера. Пратећи стопе своје породице, показао је интересовање за науку у раној младости. Када га је учитељица у основној школи питала шта жели да буде када порасте, он је одговорио: „човек који све зна“.
Након основне школе, Герард је похађао Далтонов лицеј, школу која је примењивала идеје Далтоновог плана, образовне методе која му је добро одговарала. Истицао се на курсевима науке и математике. Са шеснаест година освојио је сребрну медаљу на другој холандској математичкој олимпијади.

### Образовање
Након што је Герард 'т Хофт положио испите у средњој школи 1964. године, уписао се на програм физике на Универзитету у Утрехту. Одлучио се за Утрехт уместо за много ближи Лајден, јер му је ујак тамо био професор и желео је да похађа његова предавања. Пошто је био толико фокусиран на науку, његов отац је инсистирао да се придружи Студентски корпусу Утрехта, студентском удружењу, у нади да ће се бавити нечим другим осим студирања. То је донекле функционисало, током студија је био кормилар у њиховом веслачком клубу „Тритон” и организовао национални конгрес за студенте науке са њиховим научним дискусионим клубом „Кристијан Хајгенс”.
Током студија одлучио је да жели да се упусти у оно што је доживљавао као срце теоријске физике, елементарне честице. Његов ујак је временом развио одбојност према овој теми, а посебно њеним практичарима, те када је дошло време да напише његов doctoraalscriptie (раније име холандског еквивалента магистарске тезе) 1968. године, 'т Хофт се обратио новоименованом професору Мартинусу Велтману, који се специјализовао за Јанг-Милсову теорију, релативно маргиналну тему у то време, јер се сматрало да се не може ренормализовати. Његов задатак је био да проучава Адлер-Бел-Јакивову аномалију, неусклађеност у теорији распада неутралних пиона; формални аргументи забрањују распад на фотоне, док су практични прорачуни и експерименти показали да је то био примарни облик распадања. Решење проблема је у то време било потпуно непознато, а 'т Хофт није могао да га пружи.
Године 1969, 'т Хофт је започео своје докторско истраживање са Мартинусом Велтманом као његовим саветником. Радио би на истој теми на којој је радио Велтман, ренормализацији Јанг-Милсових теорија. Године 1971, објављен је његов први рад. У њему је показао како се могу ренормализовати Јанг-Милсова поља без масе и био је у стању да изведе односе између амплитуда, које би генерализовали Андреј Славнов и Џон Ц. Тејлор, и постали познати као Славнов-Тејлорови идентитети.
Свет није придавао много пажње његовом раду, али Велтман је био узбуђен јер је видео да је проблем на коме је радио решен. Уследио је период интензивне сарадње у коме су развили технику димензионалне регуларизације. Убрзо је 'т Хофтов други рад био спреман за објављивање, у коме је показао да Јанг-Милсове теорије са масивним пољима услед спонтаног нарушавања симетрије могу бити ренормализоване. Овај рад им је донео светско признање и на крају ће пару донети Нобелову награду за физику 1999.
Ова два рада била су основа 'т Хофтове дисертације, Процедура ренормализације за Јанг-Милсових поља, и он је докторирао 1972. Исте године се оженио својом супругом Албертом А. Шик, студенткињом медицине у Утрехту.

### Каријера
Након што је докторирао, 'т Хофт је отишао у CERN у Женеви, где је имао стипендију. Са Велтманом (који се вратио у Женеву) је даље усавршавао своје методе за Јанг-Милсове теорије. У овом тренутку се заинтересовао за могућност да се јака интеракција може описати као Јанг-Милсова теорија без масе, односно једна од типова за који је управо доказао да се може ренормализовати и да је стога подложна детаљном прорачуну и поређењу са експериментом.
Према 'т Хофтовим прорачунима, ова врста теорије је поседовала управо праву врсту скалирања (асимптотске слободе) које би ова теорија требало да има према експериментима дубоко нееластичног расејања. Ово је било у супротности са популарном перцепцијом Јанг-Милсових теорија у то време, да би, попут гравитације и електродинамике, њихов интензитет требало да опада са повећањем удаљености између честица у интеракцији; такво конвенционално понашање са растојањем није било у стању да објасни резултате дубоко нееластичног расејања, док су 'т Хофтови прорачуни могли.
Када је 'т Хофт поменуо своје резултате на малој конференцији у Марсеју 1972. године, Курт Симанзик га је позвао да објави овај резултат; 'т Хофт није, а резултат су на крају поново открили и објавили Хју Дејвид Полицер, Дејвид Грос, и Френк Вилчек 1973. године, што је довело до тога да су 2004. добили Нобелову награду за физику.
Године 1974, 'т Хофт се вратио у Утрехт где је постао доцент. Године 1976, позван је за гостујућу позицију на Станфорду и на Харвард као Морис Лобов предавач. Његова најстарија ћерка, Саскија Ан, рођена је у Бостону, док је његова друга ћерка Елен Марга рођена 1978. године након што се вратио у Утрехт, где је постао редовни професор. У академској години 1987-1988 'т Хофт је провео годишњи одмор на Одсеку за физику Бостонског универзитета заједно са Хауардом Георгијем, Робертом Јафеом и другима у организацији тада новог председавајућег Лоренса Сулака.
Године 2007, 'т Хофт је постао главни уредник за Foundations of Physics, где је настојао да удаљи часопис од контроверзе ЕЦЕ теорије. Он је био на тој позицији до 2016.
Дана 1. јула 2011, именован је за уваженог професора Универзитета у Утрехту.

## Почасти
Године 1999, 'т Хоофт је поделио Нобелову награду за физику са својим докторским саветником Велтманом за „разјашњавање квантне структуре електрослабих интеракција у физици”. Пре тог времена његов рад је већ био препознат другим запаженим наградама. Године 1981. добио је Вулфову награду, вероватно најпрестижнију награду у физици после Нобелове. Пет година касније добио је Лоренцову медаљу, која се додељује сваке четири године као признање за најзначајнији допринос у теоријској физици. Године 1995, био је један од првих добитника Спинозине награде, највеће награде доступне научницима у Холандији. Исте године је такође одликован Франклиновом медаљом. Године 2000, 'т Хоофт је добио награду Златне плоче Америчке академије за достигнућа.
Откако је добио Нобелову награду, 'т Хофт је добио низ награда, почасних доктората и почасних професорских звања. Именован је витешким командиром Ордена холандског лава и официром француске Легије части. Астероид 9491 Тхофт је назван у његову част, и он је написао устав за његове будуће становнике.
Члан је Краљевске холандске академије уметности и наука (KNAW) од 1982. године, где је 2003. године постао професор академије. Такође је страни члан многих других научних академија, укључујући Француску Академију наука, америчку Националну академију наука и Америчку академију уметности и наука и Институт за физику са седиштем у Британији и Ирској.
Герард 'т Хофт се појавио у трећој сезони 3 Through the Wormhole са Морганом Фриманом.

## Популарне публикације
- 't Hooft, Gerard (2008). Playing with Planets. ISBN 978-981-279-307-2. doi:10.1142/6702.
- 't Hooft, Gerard (1996). In Search of the Ultimate Building Blocks. ISBN 9780521550833. doi:10.1017/CBO9781107340855.
- 't Hooft, Gerard (2014). Time in Powers of Ten. ISBN 978-981-4489-80-5. doi:10.1142/8786.